# Guarda costeira

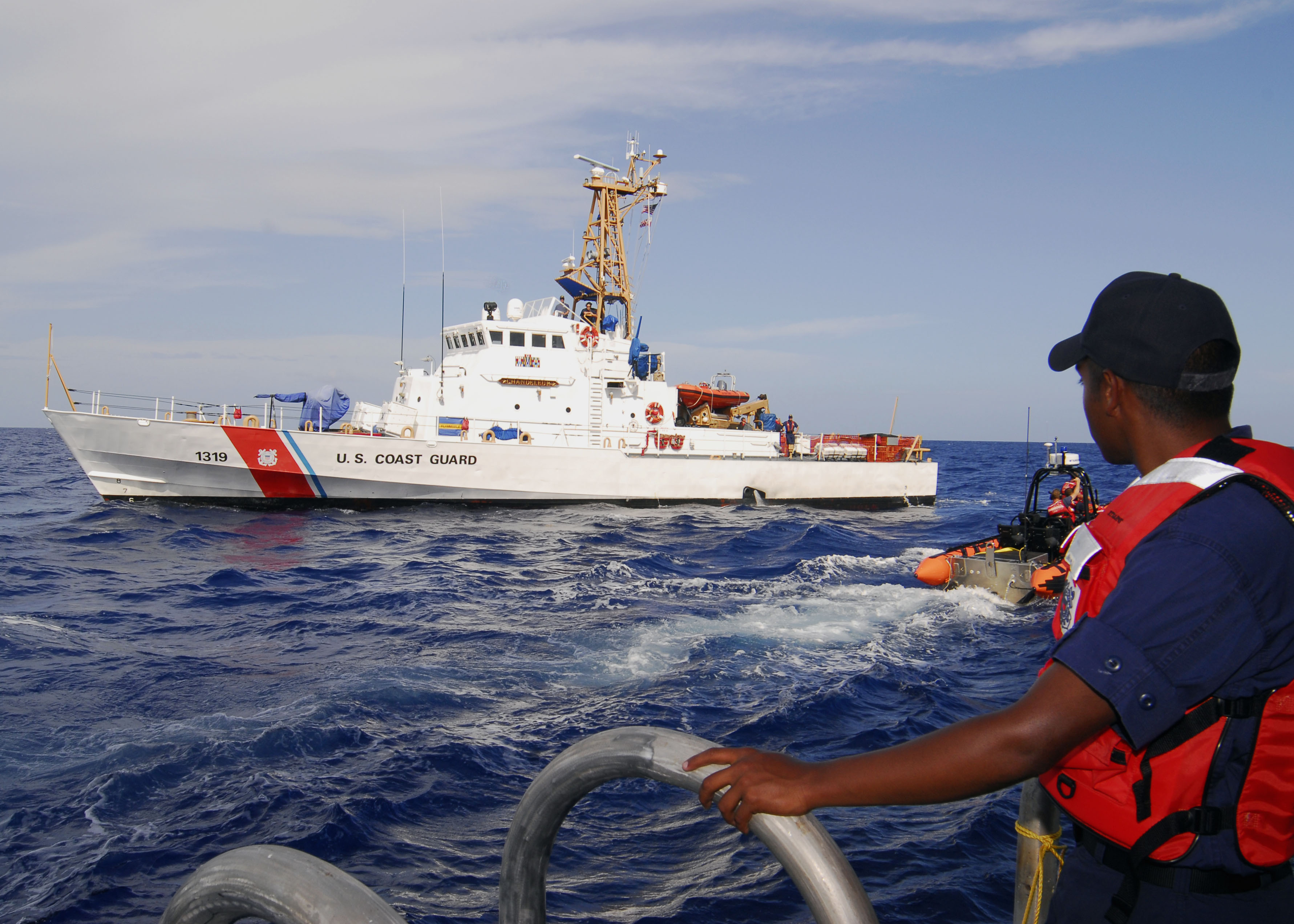
Um navio e pessoal da Guarda Costeira dos EUA.

A guarda costeira  é uma instituição nacional responsável pela prestação de vários serviços marítimos, normalmente relacionados com a autoridade. O termo refere-se a instituições com responsabilidades que podem variar bastante, de país para país. Assim, conforme o país, a natureza da sua guarda costeira pode ir desde uma força militar fortemente armada com amplos poderes de autoridade policial, até a uma simples organização de voluntários com funções limitadas à busca e salvamento marítimo, sem qualquer autoridade. Por outro lado, existem países que não dispõem de guarda costeira - sendo as suas funções exercidas por outras instituições - e outros países em que a instituição com funções de guarda costeira tem uma outra designação oficial.